# Kingdom City
Kingdom City är en ort (village) i Callaway County i Missouri. Vid 2010 års folkräkning hade Kingdom City 128 invånare.